# Relaciones España-Singapur
Las relaciones España-Singapur son las relaciones bilaterales entre estos dos países. 

## Relaciones diplomáticas
España y Singapur establecieron relaciones diplomáticas el 26 de abril de 1968. La Embajada de España en Singapur es residente desde 2003. Anteriormente, las relaciones diplomáticas se llevaban desde la Embajada en Indonesia. La Oficina Comercial fue creada en 1986. En 1999 se estableció una Oficina de Turismo con carácter regional.

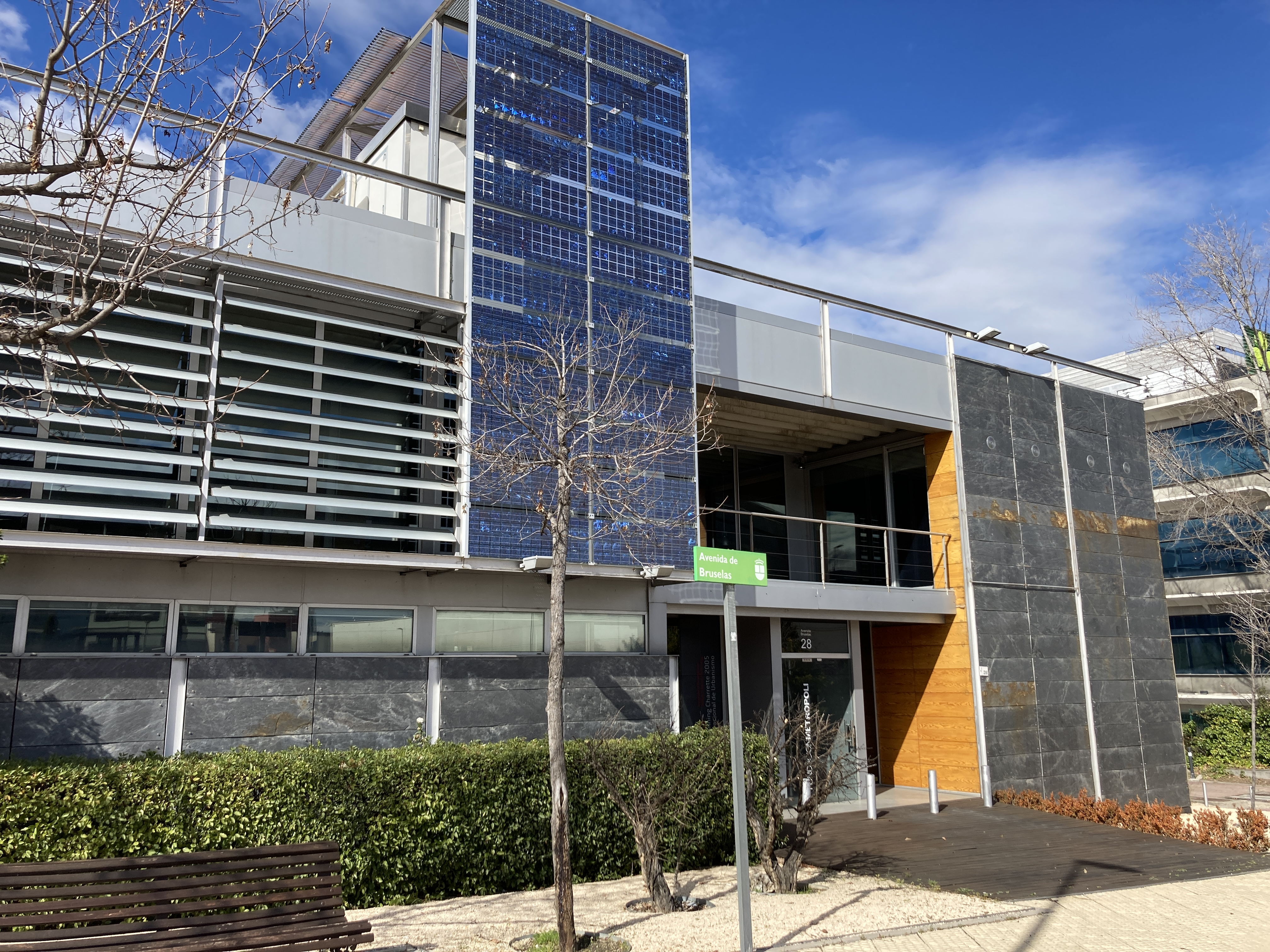
Consulado-General Honorario de la República de Singapur en Madrid, ubicado en Alcobendas.

Las relaciones bilaterales son por lo tanto recientes y se centran en fomentar un mayor intercambio a todos los niveles con objeto de reforzar la presencia española en este país y suscitar en Singapur un mayor interés por España. Junto a un programa de viajes y visitas oficiales y firma de acuerdos bilaterales, los objetivos prioritarios son lograr una mayor presencia económica de España, una mayor visibilidad de nuestra lengua y cultura y la apertura de una Embajada residente de Singapur en Madrid.
Hasta 2007 Singapur cubría España desde su Embajada en París. En ese año decidió designar al Embajador Barry Desker, decano de la Universidad tecnológica de Nanyang y Director del Instituto de Estudios Estratégicos y de Defensa, como Embajador ante España con residencia en Singapur. El Embajador Desker presentó cartas credenciales en enero de 2014.

## Relaciones económicas
La IED de Singapur en España es reducida con las excepciones de los años 2002 (60 millones de euros), 2008 (35 millones de euros) y 2014 (111 millones de euros). En 2013, se produjo un incremento del flujo de inversión con respecto a los últimos años, alcanzando un valor de 21,10 millones de euros.
Singapur representa el puesto 42 de la posición inversora de España en el mundo con un total de 726 millones euros de stock de inversión, 0,19% del total (2012). Singapur ocupa el puesto 78 como inversor en España, 0,01% de la IDE (datos de 2012).

## Cooperación
Debido al elevado nivel de desarrollo económico de Singapur no hay presencia de la Cooperación Española.

## Misiones diplomáticas
- España tiene una embajada en Singapur.[4]
- Singapur tiene designado un embajador no residente en España,[5] y consulados honorarios en Barcelona y Madrid.[6]